# Elecciones municipales de Trujillo de 1980
Las elecciones municipales de Trujillo de 1980 se llevaron a cabo el 23 de noviembre de 1980 para elegir al alcalde y al Concejo Provincial de Trujillo para el periodo 1981-1983. La elección se celebró simultáneamente con elecciones municipales en todo el país. Fueron las primeras elecciones municipales en la provincia desde 1966, tras 12 años de gobierno militar.

## Sistema electoral
La Municipalidad Provincial de Trujillo es el órgano administrativo y de gobierno de la provincia de Trujillo. Está compuesta por el alcalde y el Concejo Provincial.
La votación del alcalde y el concejo se realiza en base al sufragio universal, que comprende a todos los ciudadanos nacionales mayores de dieciocho años, empadronados y residentes en la provincia de Trujillo y en pleno goce de sus derechos políticos, así como a los ciudadanos no nacionales residentes y empadronados en la provincia de Trujillo.
El Concejo Provincial de Trujillo está compuesto por 19 regidores elegidos por sufragio directo para un período de tres (3) años, en forma conjunta con la elección del alcalde (quien lo preside). La votación es por lista cerrada y bloqueada. Se asigna a cada lista los escaños según el método d'Hondt. Es elegido como alcalde el candidato que ocupe el primer lugar de la lista que haya obtenido la más alta votación.

## Partidos y candidatos
A continuación se muestra una lista de los principales partidos y alianzas electorales que participaron en las elecciones:
| Candidatura | Candidatura | Partidos y alianzas | Candidatos | Candidatos                 | Ideología                                               | Ref. |
| ----------- | ----------- | --- | ---------- | -------------------------- | ------------------------------------------------------- | ---- |
|             | APRA        | Lista - Partido Aprista Peruano (APRA) |            | Jorge Torres Vallejo       | Aprismo                                                 |      |
|             | AP          | Lista - Acción Popular (AP) |            | Sin información disponible | Humanismo Nacionalismo cívico Reformismo                |      |
|             | PPC         | Lista - Partido Popular Cristiano (PPC) |            | Sin información disponible | Conservadurismo social Humanismo Democracia cristiana   |      |
|             | IU          | Lista - Izquierda Unida (IU) – Unión de Izquierda Revolucionaria (UNIR) – Unidad Democrático Popular (UDP) – Partido Socialista Revolucionario (PSR) – Partido Comunista Revolucionario (PCR) – Partido Comunista Peruano (PCP) – Frente Obrero Campesino Estudiantil y Popular (FOCEP) |            | Sin información disponible | Marxismo-leninismo Mariateguismo Socialismo democrático |      |

## Resultados

### Sumario general
|                        |                                 |              |              |              |           |           |
| Partidos y coaliciones | Partidos y coaliciones          | Voto popular | Voto popular | Voto popular | Regidores | Regidores |
| Partidos y coaliciones | Partidos y coaliciones          | Votos        | %            | ±pp          | Total     | +/−       |
|                        | Partido Aprista Peruano (APRA)  | 102,475      | 67.56        | n/a          | 14        | n/a       |
|                        | Acción Popular (AP)             | 24,424       | 16.10        | n/a          | 3         | n/a       |
|                        | Izquierda Unida (IU)            | 19,028       | 12.55        | n/a          | 2         | n/a       |
|                        | Partido Popular Cristiano (PPC) | 5,744        | 3.79         | n/a          | 0         | n/a       |
|                        |                                 |              |              |              |           |           |
| Total                  | Total                           | 151,671      |              |              | 19        | n/a       |
|                        |                                 |              |              |              |           |           |
| Votos válidos          | Votos válidos                   | 151,671      | 93.01        | n/a          |           |           |
| Votos en blanco        | Votos en blanco                 | 4,130        | 2.53         | n/a          |           |           |
| Votos nulos            | Votos nulos                     | 7,277        | 4.46         | n/a          |           |           |
| Votos emitidos         | Votos emitidos                  | 163,078      | 74.00        | n/a          |           |           |
| Abstenciones           | Abstenciones                    | 57,304       | 26.00        | n/a          |           |           |
| Votantes registrados   | Votantes registrados            | 220,382      |              |              |           |           |
|                        |                                 |              |              |              |           |           |
| Fuente:                |                                 |              |              |              |           |           |

### Concejo Provincial de Trujillo
| Cargo                           | Autoridad electa             | Partido político | Partido político        |
| ------------------------------- | ---------------------------- | ---------------- | ----------------------- |
| Alcalde Provincial de Trujillo  | Jorge Torres Vallejo         |                  | Partido Aprista Peruano |
| Regidor Provincial de Trujillo  | José Murgia Zannier          |                  | Partido Aprista Peruano |
| Regidor Provincial de Trujillo  | Julio Bazán Mariñez          |                  | Partido Aprista Peruano |
| Regidor Provincial de Trujillo  | Héctor Centurión Vallejo     |                  | Partido Aprista Peruano |
| Regidora Provincial de Trujillo | Nelly Amemiya de Chan        |                  | Partido Aprista Peruano |
| Regidor Provincial de Trujillo  | Elder Lázaro Villacorta      |                  | Partido Aprista Peruano |
| Regidora Provincial de Trujillo | Yrma López Miranda de Zapata |                  | Partido Aprista Peruano |
| Regidor Provincial de Trujillo  | Mariano Carranza Torres      |                  | Partido Aprista Peruano |
| Regidor Provincial de Trujillo  | Augusto Aldave Pajares       |                  | Partido Aprista Peruano |
| Regidor Provincial de Trujillo  | Carlos Paredes Miranda       |                  | Partido Aprista Peruano |
| Regidor Provincial de Trujillo  | Javier Medina Tello          |                  | Partido Aprista Peruano |
| Regidora Provincial de Trujillo | Lidia Sempertegui Grijalva   |                  | Partido Aprista Peruano |
| Regidor Provincial de Trujillo  | Antonio Aguilar Abanto       |                  | Partido Aprista Peruano |
| Regidor Provincial de Trujillo  | José Castro Solís            |                  | Partido Aprista Peruano |
| Regidor Provincial de Trujillo  | Javier Meléndez Baanante     |                  | Partido Aprista Peruano |
| Regidor Provincial de Trujillo  | Wilde Alva Ynfante           |                  | Acción Popular          |
| Regidor Provincial de Trujillo  | Luis Tincopa Montoya         |                  | Acción Popular          |
| Regidor Provincial de Trujillo  | Alfonso Bazán Alegría        |                  | Acción Popular          |
| Regidor Provincial de Trujillo  | Camilo Gil García            |                  | Izquierda Unida         |
| Regidor Provincial de Trujillo  | Alberto Moya Obeso           |                  | Izquierda Unida         |

## Elecciones municipales distritales

### Sumario general
| Partidos y coaliciones | Partidos y coaliciones            | Voto popular | Voto popular | Voto popular | Alcaldías | Alcaldías |
| Partidos y coaliciones | Partidos y coaliciones            | Votos        | %            | ±pp          | Total     | +/−       |
| ---------------------- | --------------------------------- | ------------ | ------------ | ------------ | --------- | --------- |
|                        | Partido Aprista Peruano (APRA)    |              |              | n/a          | 17        | n/a       |
|                        | Acción Popular (AP)               |              |              | n/a          | 0         | n/a       |
|                        | Izquierda Unida (IU)              |              |              | n/a          | 0         | n/a       |
|                        | Partido Popular Cristiano (PPC)   |              |              | n/a          | 0         | n/a       |
|                        | Listas independientes distritales |              |              | n/a          | 0         | n/a       |
|                        |                                   |              |              |              |           |           |
| Total                  | Total                             |              |              |              | 17        | n/a       |
|                        |                                   |              |              |              |           |           |
| Votos válidos          | Votos válidos                     |              |              | n/a          |           |           |
| Votos en blanco        | Votos en blanco                   |              |              | n/a          |           |           |
| Votos nulos            | Votos nulos                       |              |              | n/a          |           |           |
| Votos emitidos         | Votos emitidos                    |              |              | n/a          |           |           |
| Abstenciones           | Abstenciones                      |              |              | n/a          |           |           |
| Votantes registrados   |                                   |              |              |              |           |           |
|                        |                                   |              |              |              |           |           |
| Fuente:                |                                   |              |              |              |           |           |

### Resultados por distrito
La siguiente tabla enumera el control de los distritos de la provincia de Trujillo.
| Distrito             | Alcalde(sa) electo(a)       | Partido político | Partido político        |
| -------------------- | --------------------------- | ---------------- | ----------------------- |
| Ascope               | Alfredo Alcántara Benites   |                  | Partido Aprista Peruano |
| Chicama              | Leopoldo Fernández Jiménez  |                  | Partido Aprista Peruano |
| Chocope              | Segundo Yep Marín           |                  | Partido Aprista Peruano |
| El Porvenir          | Víctor Lozano Ibáñez        |                  | Partido Aprista Peruano |
| Huanchaco            | Amelia Calderón de Ferrer   |                  | Partido Aprista Peruano |
| La Esperanza         | Raúl Carranza Mariños       |                  | Partido Aprista Peruano |
| Laredo               | Segundo Pinillos Reyes      |                  | Partido Aprista Peruano |
| Magdalena de Cao     | César Casanova Mauricci     |                  | Partido Aprista Peruano |
| Moche                | Rodolfo Gutiérrez Rodríguez |                  | Partido Aprista Peruano |
| Paiján               | Jorge Vallejo Salazar       |                  | Partido Aprista Peruano |
| Poroto               | Arturo Santa María Ortega   |                  | Partido Aprista Peruano |
| Rázuri               | Tomás Díaz Chinchayán       |                  | Partido Aprista Peruano |
| Salaverry            | Pablo Ferradas Vargas       |                  | Partido Aprista Peruano |
| Santiago de Cao      | Eugenio Espina Aldana       |                  | Partido Aprista Peruano |
| Simbal               | Juan Blanco Cedamanos       |                  | Partido Aprista Peruano |
| Víctor Larco Herrera | Humberto Vereau García      |                  | Partido Aprista Peruano |
| Virú                 | Benjamín Corillas Cabel     |                  | Partido Aprista Peruano |